# ایناس بلومو
ایناس بلومو (انگلیسی: Inès Belloumou؛ زادهٔ ۲۱ ژوئن ۲۰۰۱) بازیکن فوتبال اهل فرانسه است که به صورت قرضی از باشگاه فوتبال زنان مالمو سوئد برای باشگاه فوتبال زنان وستهام یونایتد انگلستان بازی می‌کند.
وی همچنین در تیم‌های ملی فوتبال زیر ۱۶، ۱۷، ۱۹، ۲۰ و ۲۳ سال فرانسه و هم چنین بزرگسالان زنان الجزایر بازی کرده است.

## دوران باشگاهی
بلومو متولد مرتیگ فرانسه است. بلومو در سن پنج سالگی فوتبال را با باشگاه محلی مرتیگ آغاز کرد و به تدریج از رده‌های سنی مختلط عبور کرد؛ در سال ۲۰۱۶، در سن ۱۵ سالگی، او به مرکز آموزشی اینسپ در پاریس رفت و همزمان به آکادمی المپیک مارسی ملحق شد.
در ۱۸ مه ۲۰۱۸، ایناس بلومو اولین بازی حرفه‌ای خود را انجام داد و در دقیقه ۸۰ به‌عنوان یار تعویضی به جای موعود آنتوان وارد زمین شد و در شکست سنگین ۷–۰ در لیگ ۱ فوتبال زنان فرانسه مقابل لیون همراه تیمش بود. در پایان فصل ۲۰۱۷–۱۸، او پس از رد پیشنهاد قرارداد حرفه‌ای از مارسی، این تیم را ترک کرد.
در ژوئن ۲۰۱۸، بلومو به باشگاه مون‌پلیه در لیگ ۱ فوتبال زنان فرانسه پیوست و به‌صورت انتقال آزاد با این تیم قرارداد امضا کرد. پس از یک فصل بازی با تیم زیر ۱۹ سال، او در سپتامبر ۲۰۱۹ اولین قرارداد حرفه‌ای خود را با این باشگاه امضا کرد. سپس او در ۲۸ سپتامبر همان سال اولین بازی خود را برای مون‌پلیه انجام داد و در دقیقه ۶۹ به‌عنوان یار تعویضی به جای ایوا لندکا وارد زمین شد و در پیروزی پر گل ۶–۰ در لیگ مقابل دیژون بازی کرد.
در ۲۱ ژوئیه ۲۰۲۳، بلومو به باشگاه آلمانی بایرن مونیخ پیوست و قراردادی دو ساله امضا کرد. او اولین بازی خود برای باشگاه باواریایی را در ۸ اکتبر انجام داد و در دقیقه ۷۰ به‌عنوان تعویضی برای لیندا دالمن وارد زمین شد و در پیروزی ۲–۰ در جریان لیگ مقابل باشگاه فوتبال زنان اسن بازی کرد.
در ژوئیه ۲۰۲۴، بلومو قراردادی سه ساله با باشگاه وستهام یونایتد امضا کرد. او بلافاصله به لاتزیو برای فصل ۲۰۲۴–۲۵ قرض داده شد، جایی که او امتیازات لازم برای برآورده کردن معیارهای تأیید نهاد حاکم (GBE) برای ویزاهای بازیکنان بین‌المللی را جمع‌آوری خواهد کرد.

## دوران ملی
بلومو در فرانسه متولد شده و دارای اصالت الجزایری است. او برای تیم‌های ملی زیر ۱۷، ۱۹، ۲۰، ۲۱ و ۲۳ سال فرانسه بازی کرده است.
در ۵ فوریه ۲۰۲۵، بلومو از طریق تغییر تابعیت که توسط فیفا تأیید شده، به الجزایر متصل شد. ۱۴ روز بعد، او اولین بازی خود را با این تیم ملی آغاز کرد و در پیروزی ۰–۵ خارج از خانه مقابل سودان جنوبی بازی کرد.

## شیوه بازی
بلومو یک مدافع چپ است، که می‌تواند به‌عنوان وینگ-بک چپ نیز بازی کند. او به خاطر مهارت‌های دفاعی‌اش، همچنین تکنیک، آگاهی تاکتیکی و چابکی‌اش شناخته شده است.
اگرچه او با سکینه قرشاوی مقایسه شده است، اما او همچنین مارسلو را به‌عنوان یکی از الگوهای فوتبالی خود ذکر کرده است.

## زندگی شخصی
به‌عنوان کوچک‌ترین فرزند از شش فرزند خانواده، ایناس، خواهر کوچک‌تر بازیکنان حرفه‌ای فوتبال بدرالدین و سمیر بلومو است. او همچنین سه خواهر دارد، که همه آنها بازیکنان بازیکن هندبال بودند.